# Specie di Mecicobothriidae
Di seguito sono descritte tutte le 9 specie della famiglia di ragni Mecicobothriidae note al giugno 2012.

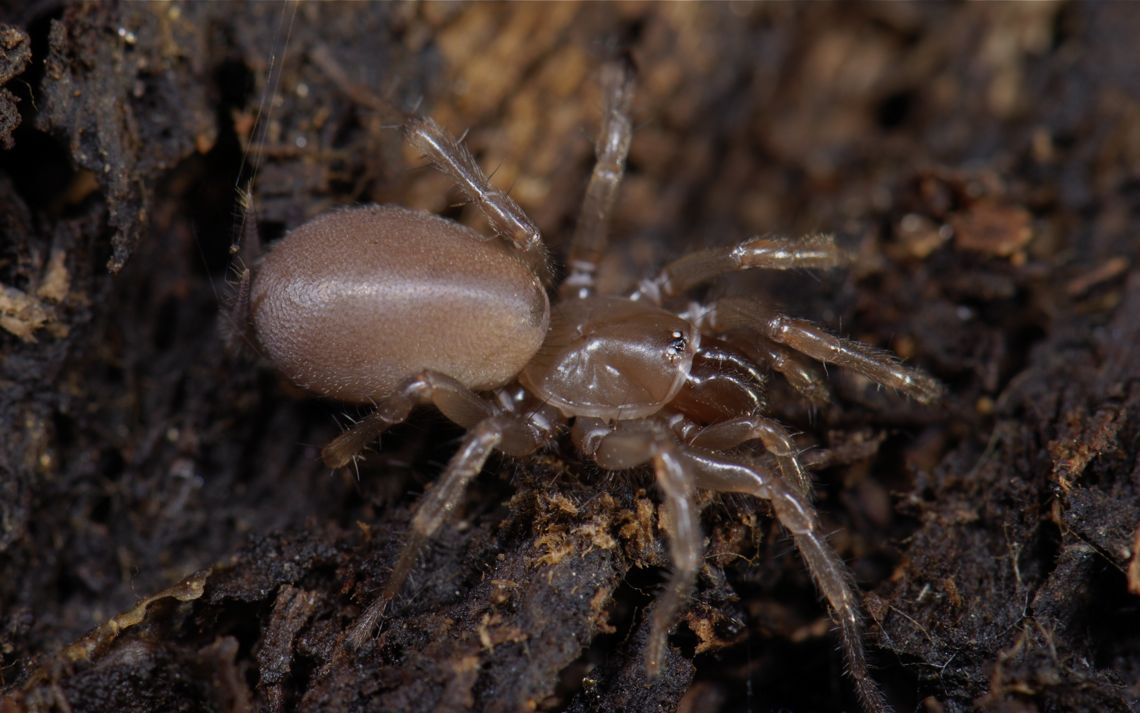
Megahexura fulva

## Hexura
Hexura Simon, 1884
- Hexura picea Simon, 1884[2] — USA (Oregon e Stati del Pacifico settentrionale)
- Hexura rothi Gertsch & Platnick, 1979 — USA (Oregon e Stati del Pacifico settentrionale)

## Hexurella
Hexurella Gertsch & Platnick, 1979
- Hexurella apachea Gertsch & Platnick, 1979 — USA (Arizona)
- Hexurella encina Gertsch & Platnick, 1979 — Messico
- Hexurella pinea Gertsch & Platnick, 1979[2] — USA (Arizona)
- Hexurella rupicola Gertsch & Platnick, 1979 — USA (California)

## Mecicobothrium
Mecicobothrium Holmberg, 1882
- Mecicobothrium baccai Lucas et al., 2006 — Brasile
- Mecicobothrium thorelli Holmberg, 1882[2] — Argentina, Uruguay

## Megahexura
Megahexura Kaston, 1972
- Megahexura fulva (Chamberlin, 1919)[2] — USA (California)

### Generi fossili
- †Cretohexura Eskov & Zonstein, 1990
  - †Cretohexura coylei Eskov & Zonstein, 1990 - Cretaceo della Transbajkalia
- †Cretomegahexura Eskov & Zonstein, 1990
  - †Cretohexura platnicki Eskov & Zonstein, 1990 - Cretaceo della Mongolia centrale[3]